# 尾形正己
尾形 正己（おがた まさみ、1953年5月12日 - ）は、日本の兵庫県出身の元アマチュア野球選手、監督である。ポジションは外野手、内野手。

## 来歴・人物
山崎高校では、1971年夏の甲子園県予選で投手、中堅手として出場し、決勝に進むが、松本匡史らがいる報徳学園高校に惜敗した。高校卒業後に、1971年のドラフト会議で読売ジャイアンツから4位指名されたが入団を拒否し、社会人野球の新日本製鐵広畑のチームに入団した。その後は、左翼手として活躍するようになる。
新日本製鐵広畑に在籍していた時も、1974年のドラフト会議で大洋ホエールズから5位指名されたが入団を拒否し、チームに残留した。その後、社会人野球でプレーし続け、1981年の都市対抗野球では、10年連続出場選手に選ばれた。その後も現役をつとめ、1988年まで17年連続出場を果たした。
現役引退後は、1987年から新日本製鐵広畑の監督を務めた。